# Kitija Auziņa
Kitija Auziņa, född 23 september 1996 i Madona, är en lettisk längdskidåkare och rullskidåkare som tävlat internationellt sedan 2012. Auziņa tävlar för skidklubben Madonas BJSS och tränas primärt av Dainis Vuškāns. Auzina har deltagit i fem världsmästerskap sedan 2013 i Val di Fiemme och även i Olympiska vinterspelen 2022 i Peking. I de nationella mästerskapen i Lettland har hon mellan 2012 och 2024 vunnit 31 medaljer, varav elva guld.

## Karriär
Auziņas första resultat i en FIS-sanktionerad tävling var när hon som femtonåring blev fyra på de nationella mästerskapen i Priekuli den 19 februari 2012 i distansen 5 kilometer i fri stil.